# من این کار را نکردم
من این کار را نکردم (انگلیسی: I Just Didn't Do It) فیلمی در ژانر درام به کارگردانی ماسایوکی سوئو است که در سال ۲۰۰۶ منتشر شد.

## بازیگران
- ریو کاسه
- آساکا ستو
- کوجی یاکوشو
- کوجی یاماموتو
- فومیو کوهیناتا
- کن میتسوئیشی
- تتسوشی تاناکا
- میسا شیمیزو
- نائوتو تاکناکا
- ماساکو موتای
- نائو اوموری